# Thomas Hou
Thomas Yizhao Hou (né en 1962) est un mathématicien sino-américain, professeur titulaire de la chaire Charles Lee Powell, de mathématiques appliquées et calcul scientifique au Département de l'Informatique, des Mathématiques et des Sciences au California Institute of Technology. Il est connu pour ses travaux en analyse numérique et en analyse mathématique.

## Carrière
Hou étudie à l'Université de technologie de Chine méridionale, où il reçoit un B. S. en Mathématiques, en 1982.
Il termine son doctorat de mathématiques à l'Université de Californie à Los Angeles en 1987 sous la supervision de Björn Engquist, avec une thèse intitulée Convergence of Particle Methods for Euler and Boltzmann Equations with Oscillatory Solutions.
De 1989 à 1993, il enseigne au Courant Institute of Mathematical Sciences à l'Université de New York. Il est membre du corps professoral du California Institute of Technology depuis 1993. Il devient professeur titulaire de la chaire Charles Lee Powell, de mathématiques appliquées et calcul scientifique en 2004.

## Recherches
Hou est connu pour ses recherches sur l'analyse multi-échelle. Il est l'auteur de la monographie Multiscale finite element methods.
Il a beaucoup travaillé sur l'analyse numérique et appliquée à l'analyse des équations de Navier-Stokes.
Ses récents travaux portent sur l'analyse adaptative des données.
Hou est le cofondateur du SIAM Journal on Multiscale Modeling and Simulation, dont il est rédacteur-en-chef, de 2002 à 2007. Il est également le cofondateur de la revue Advances in Adaptive Data Analysis, dont il est actuellement rédacteur en chef.

## Prix et distinctions
Hou a remporté plusieurs prix importants pour les mathématiciens. Il a reçu une Bourse Sloan en 1990.
Il a reçu le Prix Feng Kang en Calcul Scientifique en 1997.
Il a reçu le Prix James-Wilkinson en Analyse Numérique et Calcul Scientifique décerné par la Society for Industrial and Applied Mathematics (SIAM) en 2001.
Il a été conférencier invité en 1998 au Congrès international des mathématiciens à Berlin, puis conférencier plénier en 2003 au Congrès International des Mathématiques Industrielles et Appliquées à Sydney. En 2004 il est lauréat de la médaille Morningside.
Hou a également été intronisé membre de plusieurs sociétés savantes.
Il est élu Fellow de la Society for Industrial and Applied Mathematics en 2009.
Il a été élu Fellow de l'Académie américaine des arts et des sciences (AAAS) en 2011.
Il a été élu Fellow de l'American Mathematical Society (AMS) en 2012.